# 藤原通俊
藤原 通俊（ふじわら の みちとし）は、平安時代中期から後期にかけての公卿・歌人。藤原北家小野宮流、大宰大弐・藤原経平の次男。官位は従二位・権中納言。

## 経歴
後冷泉朝の康平2年（1059年）従五位下に叙爵。
妹で典侍を務めていた経子が承保2年（1075年）に皇子（覚行法親王）を産むなど、白河天皇の寵愛を受けたこともあって、通俊は天皇の側近となり少納言・五位蔵人を歴任する。承保2年（1075年）正五位下・左少弁に叙任されると、承保4年（1077年）従四位上・右中弁、承暦3年（1079年）正四位下、承暦4年（1080年）蔵人頭（頭弁）、永保2年（1082年）左中弁、永保3年（1083年）正四位上と弁官を務めながら順調に昇進し、応徳元年（1084年）参議兼右大弁に任ぜられ公卿に列した。白河朝末の応徳3年（1086年）従三位に叙せられた。
白河院政期に入っても寛治2年（1088年）には白河院別当に任ぜられて、引き続き院近臣として白河上皇に仕える。同年正三位に叙せられ、寛治6年（1092年）には大蔵卿も兼ねた。寛治8年（1094年）従二位・権中納言に至る。
承徳2年（1098年）姉・藤原睦子の娘である藤原苡子が堀河天皇に入内し女御となる。承徳3年（1099年）8月16日薨去。享年53。

## 人物
白河天皇の歌壇で活躍し、「承暦内裏歌合」といった多くの歌合に出詠する。承保2年（1075年）勅撰和歌集の撰集を命ぜられるが、当時、それほど歌人として名高いわけではない通俊が撰集を担当した理由は明らかではない。通俊は歌壇の先人たちに協力を求め、草稿本に対して周防内侍・康資王母・源経信らの内覧を経て、応徳3年（1086年）『後拾遺和歌集』を撰進した。その後も、当時の歌壇の重鎮であった経信とは『難後拾遺』『後拾遺問答』を取り交わすなど、経信の意見が選歌の入れ替えに影響し、応徳4年（1087年）に通俊は再奏を行っている。『後拾遺和歌集』（5首）以下の勅撰和歌集に27首が入集しているが、家集は伝わっていない。
小野宮流の有職故実に詳しく、多くの公事に奉仕するなど、能吏としての評価が高かった。また、漢詩文にも優れ、大江匡房と並称された。

## 官歴
- 康平2年（1059年） 正月5日：従五位下
- 康平5年（1062年） 4月12日：因幡権守
- 延久2年（1070年） 正月6日：従五位上、殿上
- 延久5年（1073年） 正月30日：兵部少輔
- 延久6年（1074年） 正月28日：少納言兼五位蔵人
- 承保2年（1075年） 正月5日：正五位下。6月13日：左少弁
- 承保4年（1077年） 10月3日：右中弁。11月8日：装束使。12月18日：従四位上
- 承暦2年（1078年） 正月20日：兼越前権守
- 承暦3年（1079年） 正月5日：正四位下
- 承暦4年（1080年） 正月：右宮城使。8月21日[4]：蔵人頭
- 永保2年（1082年） 正月21日：左中弁。3月27日：兼右京大夫
- 永保3年（1083年） 10月1日：正四位上
- 応徳元年（1084年） 6月23日：参議兼右大弁、8月5日：右京大夫如元
- 応徳2年（1085年） 2月15日：兼伊予権守
- 応徳3年（1086年） 11月20日：従三位
- 寛治2年（1088年） 正月19日：正三位。12月22日：兼越前権守
- 寛治6年（1092年） 9月7日：兼大蔵卿
- 寛治7年（1093年） 2月：伊予権守
- 寛治8年（1094年） 6月13日：権中納言、止右大弁。12月：兼治部卿、従二位
- 承徳3年（1099年） 8月16日：薨去

## 系譜
- 父：藤原経平
- 母：筑前乳母（高階成順の娘）
- 養母：藤原家業の娘
- 妻：藤原顕綱の娘
  - 男子：藤原定通（1095?-1115） - 藤原宗通の養子
- 生母不明の子女
  - 男子：俊慶 - 興福寺得業
  - 男子：相源 - 延暦寺大僧都
  - 男子：仁俊 - 園城寺阿闍梨
  - 女子：藤原経実室